# Setge de Girona de 1712
El setge de Girona de 1712 fou el segon dels setges de la ciutat de Girona durant la Guerra de Successió.

## Setge
El setge començà a l'abril de 1712 quan el general Wetzel, al front de les tropes austriacistes, assetjà la ciutat fins a finals d'any. La fam va ser el pitjor enemic tant dels gironins com de les tropes ocupants franceses; tots intentaven marxar a buscar aliment fora de Girona. El 15 de desembre el mariscal Stahremberg gairebé va aconseguir entrar a la ciutat, assaltant amb escales la muralla, però va ser rebutjat. Uns dies més Lluís XIV va poder enviar tropes per ajudar Felip V, i d'aquesta manera van arribar 20.000 soldats francesos comandats per duc de Berwick, i d'aquesta manera les tropes austriacistes es van retirar i es va aixecar el setge de la ciutat que va romandre en mans borbòniques. Després d'això van marxar les forces portugueses i holandeses, i aviat ho farien també les imperials.